# Jean Zay
Jean Zay (Orléans, 6 agosto 1904 – Molles, 20 giugno 1944) è stato un politico francese. 
È stato il ministro della Pubblica istruzione e belle arti dal 1936 fino al 1939.

## Biografia
Jean Zay è nato nel 1904. Suo padre era un ebreo alsaziano, direttore del quotidiano radical-socialista Le Progrès du Loiret, i cui genitori avevano scelto di emigrare in Francia nel 1871. Sua madre era un'insegnante protestante originaria di Beauce. Ha studiato al liceo Pothier dove ha conosciuto René Berthelot, futuro direttore del Conservatoire National de musique d'Orléans (Conservatorio Nazionale di musica d'Orleans, diventato in seguito il suo migliore amico. Ha fondato un giornale studentesco, ed ha vinto un premio per la composizione in letteratura francese al Concours général nel 1922.
Nel 1926 è iniziato in Massoneria nella Loggia "Étienne Dolet" del Grande Oriente di Francia e nel 1934 sarà affiliato alla loggia di Parigi "L'éducation civique", della Grande Loggia di Francia. 
Nel 1928 completa gli studi legali e diviene avvocato.
Giovanissimo ha intrapreso la carriera politica aderendo al movimento dei giovani laici ed è diventato leader dei "Giovani Turchi". Successivamente si è iscritto al Partito Repubblicano, Radicale e Radical-Socialista di cui è divenuto deputato nel 1932 all'età di 27 anni. All'elezione ha battuto Maurice Berger del Parti démocrate populaire (Partito democratico popolare) ed è diventato il più giovane parlamentare di Francia.
Nel 1936, il Presidente del Consiglio Albert Sarraut lo ha nominato Sottosegretario di Stato per la Presidenza del Consiglio. Pochi mesi più tardi viene rieletto e diviene, il 4 giugno 1936, membro del Fronte popolare di governo come Ministro della pubblica istruzione e delle belle arti. Il 23 luglio 1936, autorizza l'apertura della scuola Pioulier a Vence, una scuola privata gestita in maniera cooperativa di Célestin Freinet. Sostenne l'elaborazione di un cinema propedeutico alla riforma delle regole giudiziarie e pedagogiche nei riguardi dei minori in riformatorio e carcere.
Alla fine degli anni trenta del XX secolo, indignato per le ingerenze del governo fascista italiano e di quello nazista tedesco nella selezione dei film per la Mostra Internazionale d'Arte Cinematografica di Venezia, quale ministro francese della pubblica istruzione e delle belle arti, propose la creazione, a Cannes, di un festival cinematografico di livello internazionale. Nel giugno del 1939, Louis Lumière accettò di presiedere la prima edizione del festival che avrebbe dovuto svolgersi dal primo al 30 settembre. Tuttavia la dichiarazione di guerra della Francia e del Regno Unito alla Germania il 3 settembre mise fine prematuramente a questa prima edizione che ebbe inizio nel 1946.
Dopo le elezioni politiche della XVI Legislatura, il 4 giugno 1936 viene nominato ministro dell'Educazione nazionale nel I Governo Blum. Terrà l'incarico per i tre anni successivi nel III Governo Chautemps, nel II Governo Blum, nel III Governo Daladier, fino alle sue dimissioni dettate il 2 settembre 1939, due giorni dopo l'invasione militare germanica della Polonia. Durante il Regime di Vichy, fu assassinato da militari di estrema destra. 
Il 27 maggio 2015, per decisione del presidente della repubblica François Hollande, le sue ceneri sono trasferite al Panthéon di Parigi.